# Crônica Pascoal
Chronicon Paschale ("Crônica Pascoal"), também chamada de Chronicum Alexandrinum, Constantinopolitanum e Fasti Siculi, é o nome convencional de uma crônica do mundo universal bizantina. Seu nome deriva do sistema cronológico cristão, baseado no ciclo pascoal. Seu autor, um grego, a batizou de "Epítome das eras, de Adão, o primeiro homem, até o vigésimo ano do reino do mais augusto, Heráclio".
O autor se identifica como um contemporâneo do imperador Heráclio (r. 610 - 641) e era provavelmente um clérigo na corte do patriarca de Constantinopla Sérgio I. A obra foi provavelmente escrita nos últimos dez anos do reinado de Heráclio.

## Conteúdo
A Crônica Pascoal descende de crônicas bizantinas anteriores. De 600 até 627, os últimos anos do imperador Maurício, o reino de Focas e o os primeiros dezessete anos do reinado de Heráclio, o autor escreve como um historiador contemporâneo.
Assim como muitos outros cronistas bizantinos, o autor deste popular relato conta anedotas, descrições físicas dos principais personagens - algo que, por vezes, são de fato retratos fiéis -, eventos extraordinários, como terremotos e a aparição de cometas, vistos do ponto de vista da história eclesiástica, com a qual o plano cronológico da Bíblia foi alinhado. Semprônio Asélio aponta esta diferença no apelo às massas e no estilo da composição como o fator distintivo entre os cronistas (Annales) e os historiadores (Historia) do Império Romano do Oriente.
A Chronicon Paschale é uma enorme compilação que resultou numa lista de eventos desde a criação de Adão. O manuscrito principal, o Codex Vaticanus græcus 1941, está danificado no início e no final e termina pouco antes do ano 627 d.C. A crônica propriamente dita é precedida por uma introdução que contém algumas reflexões sobre a cronologia cristã e sobre o cálculo do ciclo pascoal. A assim chamada "era" bizantina ou romana (que continuou sendo usada pela Igreja Ortodoxa Grega até o final do jugo turco) foi adotado na Chronicum pela primeira vez como a base de uma cronologia segundo a qual a data da criação é data como sendo o dia 21 de março de 5507 a.C.